# کابررا (کوندینامارکا)
کابررا (انگلیسی: Cabrera, Cundinamarca) نام یک منطقه مسکونی در کلمبیا است.